# 1569 Evita
Evita (asteróide 1569) é um asteróide da cintura principal com um diâmetro de 33,92 quilómetros, a 2,7292901 UA. Possui uma excentricidade de 0,132932 e um período orbital de 2 039,79 dias (5,59 anos).
Evita tem uma velocidade orbital média de 16,78782646 km/s e uma inclinação de 12,26973º.
Esse asteróide foi descoberto em 3 de Agosto de 1948 por Miguel Itzigsohn.
Seu nome é uma homenagem a Evita Perón, primeira-dama argentina.